# جان استپلینگ
جان استپلینگ (انگلیسی: John Steppling؛ ‏ ۸ اوت ۱۸۷۰ – ۵ آوریل ۱۹۳۲) بازیگر و کارگردان فیلم اهل ایالات متحده آمریکا بود.
از فیلم‌هایی که وی در آن نقش داشته‌است، می‌توان به لالایی شکسته، بیلیون‌ها، پروانه، کالیفرنیا درست روبه‌رو، زیبای سیاه و قوز اشاره کرد.